# Rajakankaankivi
Rajakankaankivi eller Rajakankaan kivi är ett flyttblock och gränsmärke på finsk-ryska gränsen. Det ligger i den ekonomiska regionen  Kehys-Kainuu  och landskapet Kajanaland, i den östra delen av landet, 500 km nordost om huvudstaden Helsingfors. Rajakankaankivi ligger 249 meter över havet.
Gränsmärket består av två större stenar och en mindre sten emellan dem. Det blev ett gränsmärke mellan Sverige och Ryssland efter freden i Teusina år 1695 och är fortfande ett officiellt gränsmärke, nu mellan Finland och Ryssland. På stenarna finns det ristningar från olika tidpunkter från 1695 till 1930-talet.
Terrängen runt Rajakankaankivi är platt.  Trakten runt Rajakankaankivi är nära nog obefolkad, med mindre än två invånare per kvadratkilometer. Det finns inga samhällen i närheten. I omgivningarna runt Rajakankaankivi växer i huvudsak barrskog.